# Pariser Hof (Fraktion)
Pariser Hof war die Bezeichnung einer ab dem 21. Dezember 1848 bestehenden politischen Fraktion der rechten Mitte in der Frankfurter Nationalversammlung (Paulskirchenparlament). Wie bei den meisten Fraktionen der Nationalversammlung bezieht sich der Name auf den üblichen Versammlungsort der Parlamentarier, den gleichnamigen Gasthof in der Innenstadt von Frankfurt am Main.
Die Fraktion Pariser Hof war eine konservativ orientierte Abspaltung der liberalen Casino-Fraktion, mit der sie weiterhin den Großteil der Überzeugungen teilte. Im Gegensatz zum Casino war die Fraktion aber stärker föderalistisch orientiert, was sich insbesondere in der Ablehnung einer starken Zentralgewalt und der Forderung nach individueller Vereinbarung der Reichsverfassung mit den Bundesstaaten ausdrückte.
Dem Pariser Hof gehörten mit Carl Theodor Welcker, August Reichensperger, Johann Gustav Heckscher und Victor Franz von Andrian-Werburg prominente Politiker der Vormärzzeit an.